# Connector audiovisual de banda ampla

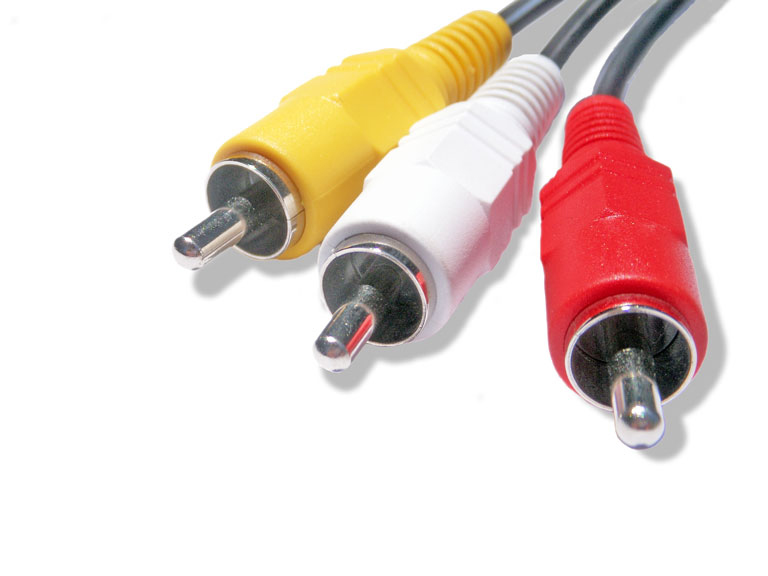
Connectors RCA utilitzats generalment per la televisió i els equips de música.

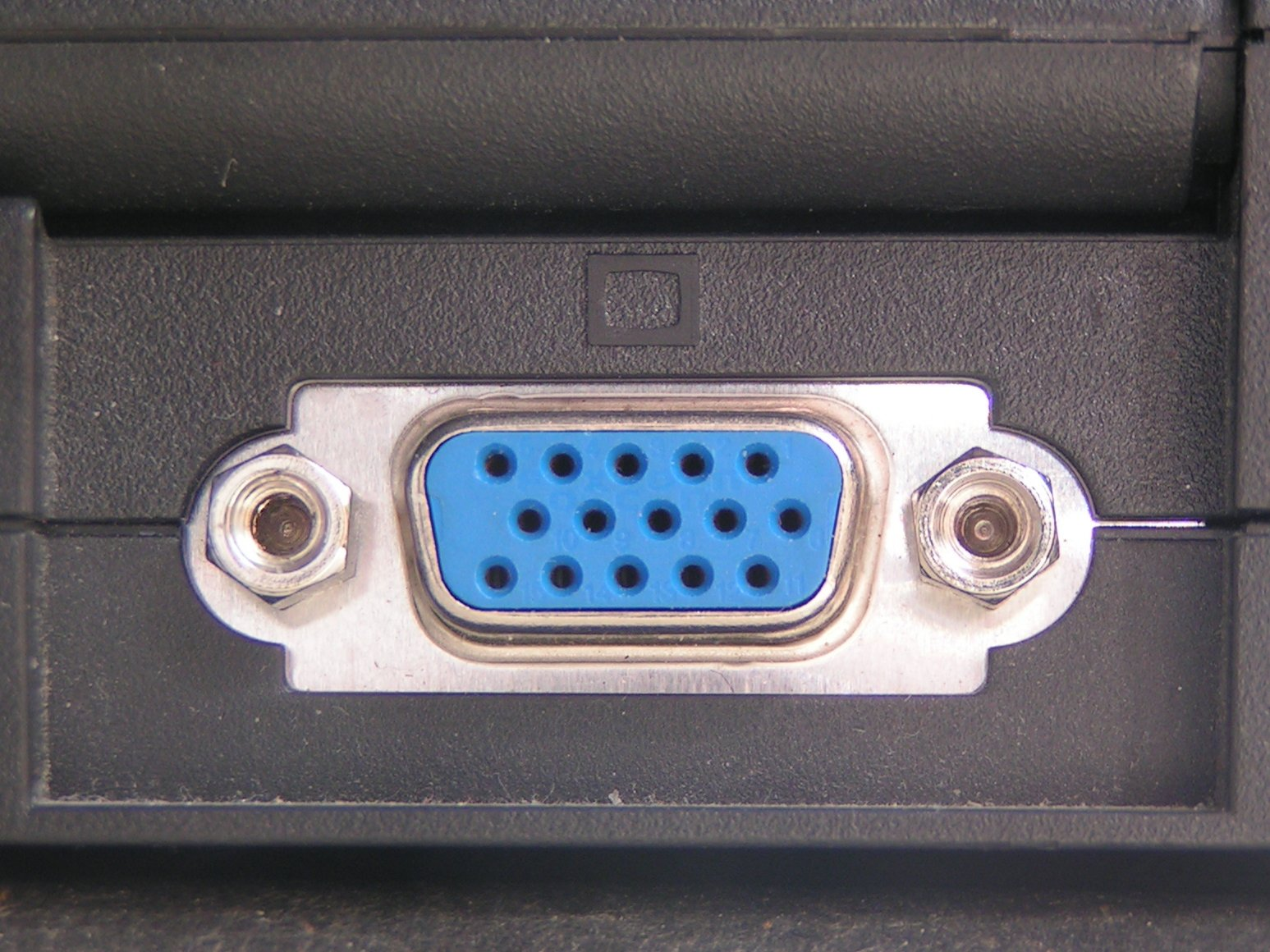
Connector SVGA.

Els connectors audiovisuals de banda ampla són aquells connectors I/O digitals més adients per tal de transmetre i rebre continguts audiovisuals a gran velocitat en diferents plataformes. Aquests seran els connectors que s'utilitzaran per interconnectar aparells audiovisuals de les cases del futur tals com el Digital Hubbub.
La banda ampla es refereix a la transmissió de dades en la qual s'envien simultàniament diverses peces d'informació, amb l'objectiu d'incrementar la velocitat de transmissió efectiva. Aquesta transmissió es pot fer mitjançant cables coaxials o de fibra òptica o bé utilitzant xarxes sense fils com ara wi-fi o bluetooth.
Les plataformes que utilitzen aquests connectors són les bàsiques que es poden trobar a qualsevol casa: televisió, ordinadors i dispositius d'emmagatzematge audiovisual (reproductors de mp3, minicadenes, càmeres digitals…).

## Televisió
Els connectors analògics actuals emprats en televisió cauran en desús perquè el futur de la televisió és digital (TDT), i a que els senyals generats o utilitzats pels dispositius d'emmagatzematge com el Digital Hubbub seran digitals. D'aquesta manera podem declarar l'Euroconnector i els connectors RCA obsolets.

### HDMI
El connector HDMI connecta qualsevol font d'àudio i vídeo digital (TDT, Blu-ray…) i un monitor d'àudio i vídeo digital compatible. Permet l'ús de vídeo estàndard, millorat o d'alta definició i és independent dels diferents estàndards de TDT. N'hi ha de dos tipus:
- Tipus A de 19 pins i compatible amb DVI.

- Tipus B de 29 pins i va ser dissenyat per resolucions molt elevades, més que el format 1080p (HD).

Té funcions de control remot. Té una amplada de banda de 25 MHz a 165 MHz (tipus A) o de 330 MHz (tipus B). Compatible amb el connector DVI. Una font DVI pot connectar-se a un monitor HDMI (adaptador) però l'àudio i les característiques de control remot no estaran disponibles.
El connector HDMI ja s'està començant a utilitzar en els televisors d'última generació.

## Ordinador
En el cas dels ordinadors els connectors analògics clàssics com el VGA ja fa temps que deixen pas als digitals, començant pel DVI. Actualment s'està vivint un període de conflicte en el que noves interfícies de transmissió intenten convertir-se en l'estàndard en les pantalles d'ordinador.

### DVI
Es tracta d'un connector per ordinadors dissenyat per obtenir la màxima qualitat de visualització en pantalles digitals. Un enllaç DVI consta d'un cable amb 4 parells trenats: 3 pels colors i un per la sincronia. La transmissió del senyal és molt semblant a la de la televisió analògica. L'amplada de banda màxim per un enllaç únic és de 165 MHz però si es necessita més amplada de banda es pot utilitzar un connector amb 2 enllaços.

### DMS-59
Es tracta d'un únic connector que conté dos DVI o dos VGA depenent de la versió.

### UDI
És una nova interfície de vídeo digital d'alta definició per substituir el VGA dels PCs. És compatible amb DVI/HDMI i físicament és gairebé idèntic al HDMI. No transmet àudio, tan sols està destinat a vídeo. Les llicències del UDI són lliures, a diferència del HDMI. Té una amplada de banda de 16 Gbit/s.

### DisplayPort
Es tracta d'un nou estàndard d'interfície de dispositius de visualització digital. DisplayPort és un competidor directe de UDI i HDMI, ja que pot transportar senyals àudio i vídeo digitals lliure de llicències i cànons. El senyal de vídeo no és compatible amb UDI o HDMI. DisplayPort porta la seva pròpia protecció anti-còpia basada en xifrats criptogràfics.
Suporta un màxim de flux de dades de 10,8 Gbit/s.

## Dispositius externs
Els dispositius externs tals com els reproductors mp3 o les càmeres digitals també necessiten connectors per a transmetre els continguts audiovisuals d'ordinadors, impressores, etc. Aquests connectors són del tipus plug-and-play, ja que d'aquesta manera s'evita haver d'instal·lar programari addicional. L'altre avantatge d'aquest tipus de connexió és que el mateix cable alimenta l'aparell del qual volem posar o treure informació fent molt més còmode i senzilla aquesta operació.

### USB
Es tracta d'un bus sèrie per dispositius del tipus plug-and-play. És possiblement el més popular en l'actualitat. La versió actual USB 2.0 té una velocitat de 480 Mbps.
Quan un dispositiu USB es connecta a un ordinador, aquest fa de servidor mentre que el dispositiu USB fa de client. L'ordinador detecta els dispositius i els configura assignant tants recursos com necessitin. D'aquesta manera es poden connectar fins a 127 dispositius alhora.

### FireWire
FireWire també és un estàndard multiplataforma I/O de dades serie a gran velocitat. També és un connector del tipus plug-and-play, i el nivell d'alimentació del bus és més elevat que el de l'USB. El FireWire clàssic (FireWire 400) té una velocitat de 400 Mbps; l'última versió (FireWire 800) en té el doble. Aquest fet fa que l'ús de FireWire per transmissions de grans volums d'informació sigui preferible al de l'USB. Es poden connectar fins a 63 dispositius en un ordinador.